# Häljabosjön (Håcksviks socken, Västergötland)
Häljabosjön är en sjö i Svenljunga kommun i Västergötland och ingår i Ätrans huvudavrinningsområde.